# Богданов, Валентин Николаевич
Валентин Николаевич Богданов (22 октября 1918 — ?) — советский инженер, учёный, лауреат Сталинской премии 2-й степени (1952).

## Биография
Родился 22 октября 1918 года в Сызрани.
Окончил электроэнергетический факультет ЛЭТИ (июнь 1941, не успел защитить диплом).
Записался в народное ополчение, участвовал в боях под Ленинградом. В ноябре 1941г демобилизован для работы в ЛЭТИ в лаборатории профессора В. П. Вологдина. В 1942 г. эвакуирован в Куйбышев, в Индустриальном институте защитил диплом.
В 1943—1947 председатель Центрального совета спортивного общества «Зенит».
С 1947 г. в НИИ ТВЧ: инженер, младший научный сотрудник, зам. начальника отдела, главный инженер, с 1952 г. зав. лабораторией индукционного сквозного нагрева металлов.
С 1966 зам. директора, с 1967 директор ВНИИЭСО (Всесоюз. н.-и. проект.-конструкт. и технол. ин-т электросварочного оборудования).
С июля 1981 г. на пенсии.
Кандидат технических наук (1964).

## Награды
- Сталинская премия 2-й степени (1952) — за разработку и осуществление нового типа кузнечного цеха МСЗ.
- орден Трудового Красного Знамени,
- орден Октябрьской революции,
- орден Отечественной войны II степени,
- медаль «За оборону Ленинграда»
- другие медали.